# Willem van Hanegem
Willem van Hanegem (Breskens, Zelanda, 20 de febrero de 1944) es un exfutbolista neerlandés que fue parte de la selección de fútbol de los Países Bajos que fue subcampeona en la Copa Mundial de Fútbol de 1974 en Alemania. Además también obtuvo la Copa de Europa y la Copa Intercontinental con el Feyenoord de Róterdam en 1970.
Es el padre de Willem van Hanegem Jr., conocido por ser uno de los miembros del dúo de DJ's W&W.

## Trayectoria
Van Hanegem jugó para el Velox SC, XerxesDZB/DHC, Feyenoord de Róterdam, AZ Alkmaar, Chicago Sting, FC Utrecht y por último otra vez el Feyenoord. 

## Selección nacional
Ha sido internacional con la selección de fútbol de los Países Bajos en 52 ocasiones en las cuales anotó seis goles.

### Participaciones en Copas del Mundo
| Mundial                        | Sede     | Resultado  |
| ------------------------------ | -------- | ---------- |
| Copa Mundial de Fútbol de 1974 | Alemania | Subcampeón |

## Clubes

### Como jugador
| Club                  | País           | Año       |
| --------------------- | -------------- | --------- |
| Velox SC              | Países Bajos   | 1962-1966 |
| XerxesDZB             | Países Bajos   | 1966-1968 |
| Feyenoord de Róterdam | Países Bajos   | 1968-1976 |
| AZ Alkmaar            | Países Bajos   | 1976-1979 |
| Chicago Sting         | Estados Unidos | 1979      |
| FC Utrecht            | Países Bajos   | 1979-1981 |
| Feyenoord de Róterdam | Países Bajos   | 1981-1983 |

### Como entrenador
| Club                  | País           | Año       |
| --------------------- | -------------- | --------- |
| USV Holland           | Países Bajos   | 1990-1992 |
| FC Wageningen         | Países Bajos   | 1990-1991 |
| Feyenoord de Róterdam | Países Bajos   | 1992-1995 |
| Al-Hilal              | Arabia Saudita | 1995-1996 |
| AZ Alkmaar            | Países Bajos   | 1997-1999 |
| Sparta Rotterdam      | Países Bajos   | 2001      |
| FC Utrecht            | Países Bajos   | 2007-2008 |

## Palmarés

### Campeonatos nacionales
| Título                   | Club                  | País         | Año  |
| ------------------------ | --------------------- | ------------ | ---- |
| Eredivisie               | Feyenoord de Róterdam | Países Bajos | 1969 |
| Copa de los Países Bajos | Feyenoord de Róterdam | Países Bajos | 1969 |
| Eredivisie               | Feyenoord de Róterdam | Países Bajos | 1971 |
| Eredivisie               | Feyenoord de Róterdam | Países Bajos | 1974 |
| Copa de los Países Bajos | Feyenoord de Róterdam | Países Bajos | 1978 |

### Copas internacionales
| Título                | Club                  | País         | Año  |
| --------------------- | --------------------- | ------------ | ---- |
| Copa de Europa        | Feyenoord de Róterdam | Países Bajos | 1970 |
| Copa Intercontinental | Feyenoord de Róterdam | Países Bajos | 1970 |
| Copa de la UEFA       | Feyenoord de Róterdam | Países Bajos | 1974 |